# محمد عریفی
محمد عریفی (به عربی: محمد بن عبد الرحمن العريفي) یک سنی شناس اهل عربستان است. وی، یک مبلّغ اهل سنت است و سخنرانی‌های  گوناگون کرده‌است.
از جمله صحبت های جنجالی محمد عریفی انتشار فتوای جهاد نکاح در توییتر بوده است که بعد ها اعلام کرد کذب است. البته تهمت‌های دیگری هم به وی زده شده‌است، مانند ساختن سورهٔ سیب و تمسخر قرآن که بعداً گفت که آن را به عنوان مثالی برای عظمت قرآن بیان کرده‌است.

## تالیفات
- تحقیق و بررسی کتاب الکافیة الشافیة فی الإنتصار للفرقة الناجیة
- کتاب موقف شیخ الإسلام ابن تیمیة من الصوفیه جمعاً و دراسة
- کتاب نهایة العالم
- کتاب استمتع بحیاتک
- کتاب المفید فی تقریب أحکام المسافر
- المفید فی تقریب أحکام الأذان
- الدرر البهیة فی الألغاز الفقهیة
- هل تبحث عن وظیفة؟ (آیا دنبال شغل می‌گردید؟)
- کتاب ارکب معنا (کشتی نجات)
- کتاب إنها ملکة (او شهبانو است)
- کتاب فی بطن الحوت (در شکم ماهی)
- کتاب إلا لیعبدون (مگر برای اینکه او را بپرستید)
- کتاب رحلة إلی السماء (سفری به آسمان)
- کتاب عاشق فی غرفة عملیات (عاشقی در اتاق جراحی)
- کتاب صرخة فی مطعم الجامعة (فریادی در رستوران دانشگاه)
- کتب الدرر البهیة من فتاوی ابن تیمیة
- کتاب زبدة الفوائد من کتب ابن تیمیة
- بروشور اذکار روزانهٔ مسلمان
- بروشور أین تذهبون (به کجا می‌روید؟)
- بروشور ماذا تفعلین هناک (خواهرم اینجا چه می‌کنی؟)
- بروشور هل طرقت الباب؟ (آیا در را کوبیده‌ای؟)
- بروشور کم الها تعبد؟ (چند خدا را می‌پرستی؟)

## اساتید و مشایخ
- در سال ۱۴۲۳ هـ ۲۰۰۳ م علم میراث را از نزد دکتر عبدالکریم اللاحم فراگرفت.
- از سال ۱۴۱۳ هـ تا ۱۴۲۱هـ (۱۹۹۳ م -۲۰۰۱ م) فقه و توحید و ادیان را نزد عبدالله بن جبرین آموخت.
- از سال ۱۴۱۳ هـ تا ۱۴۱۹ هـ -۱۹۹۳م تا ۱۹۹۹م تفسیر و فقه را از ابن باز فراگرفت.
- و نیز در از سال ۱۴۱۵ هـ تا ۱۴۱۸ هـ - ۱۹۹۵ م -۱۹۹۸م نزد عبدالرحمن البراک آموزش دید.
- از سال ۱۴۱۳ هـ تا ۱۴۱۸ هـ - ۱۹۹۳ م تا ۱۹۹۸ م دروس عقیده را از عبدالله بن قعود فراگرفت.
- چند سال نیز از محضر علمای مدینه کسب علم کرد.

## تحصیلات علمی
- کسب مدرک دکترای اصول دین در رشته عقیده و ادیان معاصر از دانشگاه اسلامی امام محمد بن سعود در ریاض در سال ۱۴۲۱ هـ - ۲۰۰۱ م با درجهٔ ممتاز، و کتابت پایان نامهٔ دکترا به عنوان (جمع و بررسی نظریات ابن تیمیه پیرامون صوفیه).
- کسب مدرک فوق لیسانس عقیده و مذاهب معاصر از دانشگاه اسلامی محمد بن سعود در ریاض با درجه ممتاز در سال ۱۴۱۶ هـ - ۱۹۹۶ م و کتابت پایان‌نامه‌ای به عنوان تحقیق و بررسی کتاب (الکافیة الشافیة فی الإنتصار للفرقة الناجیة) تألیف امام ابن القیم.
- کسب مدرک لیسانس اصول دین از دانشگاه اسلامی محمد بن سعود در ریاض در سال ۱۴۱۱هـ ۱۹۹۱ م.

## اجازات علمی
- اجازهٔ قرآن کریم از یحیی الحلیلی
- اجازهٔ قرآن کریم از المعصراوی
- اجازهٔ قرآن کریم از محمد الطبلاوی
- اجازهٔ احادیث نبوی از اسماعیل اکوع.
- اجازهٔ احادیث نبوی از محمد بن اسماعیل العمرانی
- اجازهٔ احادیث نبوی از ابوخبزه

## سمت‌ها
- عضویت در رابطهٔ علمای سلفی
- عضو هیئت عالی پیشرفت انسانی تابع مرکز رابطة العالم الإسلامی در مکه
- عضو مجلس امنای هیئت عالی رسانه‌های اسلامی تابع مرکز رابطة العالم الإسلامی
- عضویت در بسیاری از مراکز دعوی و هیئت‌های اسلامی
- خطیب مسجد جامع البواردی در شهر ریاض از سال ۲۰۰۶ تا کنون
- عضو هیئت تدریس دانشگاه ملک سعود از سال ۱۹۹۳ میلادی تاکنون
- امام و خطیب مسجد جامع دانشکدهٔ امنیتی از سال (۱۹۹۳–۲۰۰۶ میلادی)
- مشاور امور شرعی در قوات مسلحه از سال ۱۹۹۲ میلادی